# Альтамонт (фестиваль)
Альтамонтский фестиваль (англ. Altamont Speedway Free Festival) — рок-фестиваль, который прошёл 6 декабря 1969 года в Альтамонтском гоночном парке, расположенном между городами Трейси и Ливермор, Калифорния. Фестиваль посетило около 300 тысяч человек, а на его сцене выступили такие исполнители, как Айк и Тина Тёрнеры, Santana, The Flying Burrito Brothers, Jefferson Airplane, Crosby, Stills, Nash & Young и хедлайнеры The Rolling Stones. Документалисты Альберт и Дэвид Мэйслесы засняли выступление Мика Джаггера и его согруппников для ленты «Дай мне кров».
Ещё до начала некоторые окрестили событие «западным Вудстоком», но отличительной чертой Альтамонта стало обилие наркотиков и насилия, включая убийство 18-летнего Мередита Хантера, а также три случайные смерти: два человека были сбиты машинами, которые скрылись после инцидентов, а один утонул в оросительном канале. Группа Grateful Dead, изначально тоже планировавшая выступить, вовсе отказалась играть в связи с ростом насилия. Журнал Rolling Stone позже написал: «Всё вышло так плохо, что Grateful Dead, главные организаторы и инициаторы фестиваля, даже не стали играть […] Самый худший день в истории рок-н-ролла — 6 декабря — день, когда всё прошло настолько плохо, насколько это было возможно». Кроме серьёзного материального ущерба (в частности, вызванного угоном автомобилей), многие посетители получили ранения.

## Подготовка фестиваля
Согласно Спенсеру Драйдену, который был одним из организаторов фестиваля и, кроме этого, являлся ударником Jefferson Airplane, идея «западного Вудстока» возникла во время обсуждения с Йормой Кауконени, одним из гитаристов Jefferson Airplane, насчёт бесплатного концерта совместно с Grateful Dead в сан-францисском парке «Золотые ворота», где также могли выступить The Rolling Stones, которые «наряду с The Beatles были самой великой рок-н-ролльной группой в мире, и мы хотели чтобы они почувствовали то, что мы чувствовали в Сан-Франциско». После принятия идеи планировкой события занялись The Grateful Dead. К 4 декабря, однако, согласно Полу Кантнеру, в связи с конфликтом полиции и хиппи на Хейт-Эшбери идея провести фестиваль в «Золотых воротах» провалилась. Предложение о проведении фестиваля в гоночном парке «Sears Point» также не увенчалось успехом, так как его владельцы потребовали от The Rolling Stones сто тысяч долларов в качестве эскроу. В последний момент Дик Картер предложил свой гоночный парк «Альтамонт».

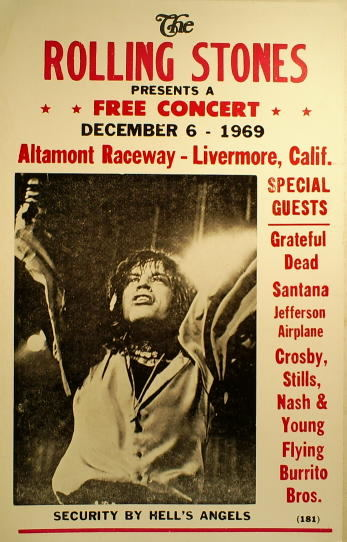

Во время американского тура The Rolling Stones 1969 года многие (включая журналистов) выразили критику по поводу слишком высоких цен на билеты. В ответ группа решила окончить свой тур бесплатным концертом в Сан-Франциско.
Изначально концерт должен был пройти на тренировочном поле в Сан-Хосе, так как незадолго до Альтамонта там прошёл бесплатный трёхдневный фестиваль, который посетило 80 тысяч человек и где выступило 52 группы. Однако городской совет отказал в проведении ещё одного большого концерта, поэтому местом проведения стал парк «Золотые ворота» в Сан-Франциско, но из-за запланированной на 6-7 декабря футбольной игры Сан-Франциско Форти Найнерс на стадионе Кезар, расположенном в «Золотых воротах», место события было перемещено в гоночный парк «Sears Point». Здесь возникла очередная проблема: владельцы парка запросили от The Rolling Stones аванс наличными в размере трёхсот тысяч долларов и права на кинопрокат. В конце концов было решено провести концерт в гоночном парке «Альтамонт». Вместе с этим возникло много проблем, включая отсутствие удобств, таких как переносные туалеты и медицинские палатки. Также возникла проблема с проектированием сцены; вместо расположения на вершине склона, что подходило для географии «Sears Point», сцена в Альтамонте находилась в нижней части склона, и из-за быстрой смены места сцену нельзя было переделать. Чип Монк, стейдж-менеджер The Rolling Stones во время тура 1969 года, объяснил: «Сцена была высотой в один метр, и [в „Sears Point“] это было на вершине холма, так, чтобы не произошло давки. Мы не работали со строительными лесами, мы работали по старинке с параллелями. Конечно, мы могли бы разместить ещё одну сцену [выше], но никто не сделал этого». Поэтому в связи с тем, что сцена была слишком низкой, участников мотоклуба «Ангелы ада», главой которого был Ральф «Сонни» Баргер, попросили окружить сцену для обеспечения безопасности.
По некоторым утверждениям, «Ангелы ада» были наняты в качестве охраны менеджментом The Rolling Stones по рекомендации The Grateful Dead (которые в прошлом использовали «Ангелов» в качестве охраны на своих выступлениях) за 500 долларов. Однако эту историю опровергли непосредственно вовлечённые стороны.
После того, как толпа (вероятно, случайно) опрокинула мотоцикл одного из «охранников», агрессия «Ангелов» возросла и распространилась также на исполнителей. Так, Марти Балина из Jefferson Airplane один из «Ангелов» ударил по голове до бессознательного состояния прямо во время выступления группы. Grateful Dead планировали выступить между Crosby, Stills, Nash & Young и The Rolling Stones, однако после того, как ударник группы Santana Майкл Шрив рассказал им об инциденте с Балином, Grateful Dead отказались выступать и покинули Альтамонт, сославшись на ухудшение ситуации с безопасностью.

## Концерт
The Rolling Stones ожидали захода солнца для выступления. Журналист Стэнли Бут заявил, что задержка частично была вызвана тем, что Билл Уаймэн пропустил вертолёт, чтобы добраться до места. Когда группа начала своё выступление, около 4000-5000 людей были прижаты к самому краю сцены, и многие пытались залезть на неё.
- Айк и Тина Тёрнеры
- Santana
  1. «Savor»
  2. «Jingo»
  3. «Evil Ways»

Сет-лист неполный
- The Flying Burrito Brothers
  1. «Six Days on the Road»
  2. «High Fashion Queen»
  3. «Cody, Cody»
  4. «Lazy Days»

Сет-лист неполный
- Jefferson Airplane
  1. «We Can Be Together»
  2. «The Other Side of This Life»
  3. «Somebody to Love»
  4. «3/5 of a Mile in 10 Seconds»
  5. «Greasy Heart»
  6. «White Rabbit»
  7. «Come Back Baby»
  8. «The Ballad of You and Me and Pooneil»
  9. «Volunteers»
- Crosby, Stills, Nash & Young
  1. «Black Queen»
  2. «Pre-Road Downs»
  3. «Long Time Gone»
  4. «Down by the River»

Сет-лист неполный
- The Rolling Stones
  1. «Jumpin’ Jack Flash»
  2. «Carol»
  3. «Sympathy for the Devil»
  4. «The Sun Is Shining»
  5. «Stray Cat Blues»
  6. «Love in Vain»
  7. «Under My Thumb»
  8. «Brown Sugar» (дебютное исполнение)
  9. «Midnight Rambler»
  10. «Live with Me»
  11. «Gimme Shelter»
  12. «Little Queenie»
  13. «(I Can’t Get No) Satisfaction»
  14. «Honky Tonk Women»
  15. «Street Fighting Man»

## Реакция
Альтамонтский фестиваль часто противопоставляется фестивалю Вудсток, который состоялся меньше четырёх месяцев ранее. Тогда как Вудсток представлял «мир и любовь», Альтамонт стал символом конца эры хиппи и, фактически, занавесом американской молодёжной культуры конца 60-х. 21 января 1970 года, музыкальный журнал Rolling Stone опубликовал 14-страничную статью от 11 авторов, озаглавленную «Катастрофа The Rolling Stones в Альтамонте: Пусть течёт кровь», заявив: «Альтамонт был продуктом дьявольского эгоизма, надувательства, неумелости, денежной манипуляции и, что является основным, фундаментального отсутствия чувства заботы у человечества». В статье были рассмотрены многие вопросы организации события, а мишенью критики стали организаторы и The Rolling Stones; один из авторов написал: «Как же это было бы волнующе для «ангела» — выбить Мику Джаггеру зубы».
В 1972 году музыкальный критик Роберт Кристгау констатировал, что Альтамонт привлекает внимание не потому, что вызвал конец эпохи, а потому, что воспринимается в качестве удачной метафоры того, как эпоха закончилась». Журнал Esquire писал: «Если название Вудсток стало обозначением процветания одной фазы молодёжной культуры, то Альтамонт стал обозначением её конца».